# 161

161(백육십일)은 160보다 크고 162보다 작은 자연수다.

## 수학
- 합성수로, 그 약수는 1, 7, 23, 161이다. 진약수의 합은 31이므로, 161은 부족수다.
- 6번째 육각뿔수다. 앞의 육각뿔수는 95, 다음은 252이다.
- 회문수다.
- {\displaystyle 161=23+29+31+37+41}
  - 연속하는 소수(素數) 5개의 합으로 나타낼 수 있으며, 이 성질을 지닌 앞의 수는 139, 다음 수는 181이다.
- {\displaystyle 22^{2}-1}은 161로 나누어떨어진다.

## 과학
- NGC 161: 고래자리 방향에 있는 렌즈형은하.

## 교통

### 철도
- 수도권 전철 1호선 인천역의 역번호.

### 도로
- 일본 161번 국도: 후쿠이현 쓰루가시에서 시가현 오쓰시까지 이어지는 일본의 국도.
- 현도 제161호선

## 군사
- U-161: 독일의 군용 잠수함. 제1차 세계 대전에 사용된 1918년제 모델(영어판)과 제2차 세계 대전에 사용된 1941년제 모델(영어판)이 있다.

## 문화유산
- 대한민국의 국보 제161호: 무령왕릉 청동거울 일괄
- 대한민국의 보물 제161호: 강화 정수사 법당
- 대한민국의 사적 제161호: 경주 동부 사적지대

## 방송
- 스카이라이프의 생활체육TV 채널 번호.
- 지니 TV의 리얼TV 채널 번호.
- B tv 케이블의 스토리TV 채널 번호.

## 기타
- 연도: 161년, 기원전 161년